# Łeba
Łeba (kaszub. Łeba, niem. Leba) – miasto w północnej Polsce, w województwie pomorskim, w powiecie lęborskim, położone na Wybrzeżu Słowińskim, nad rzekami Łebą i Chełstem, miejscowość wypoczynkowa z portem morskim i kąpieliskami.
Według danych GUS na 30 czerwca 2024 r. Łeba liczyła 3029 mieszkańców.

## Historia

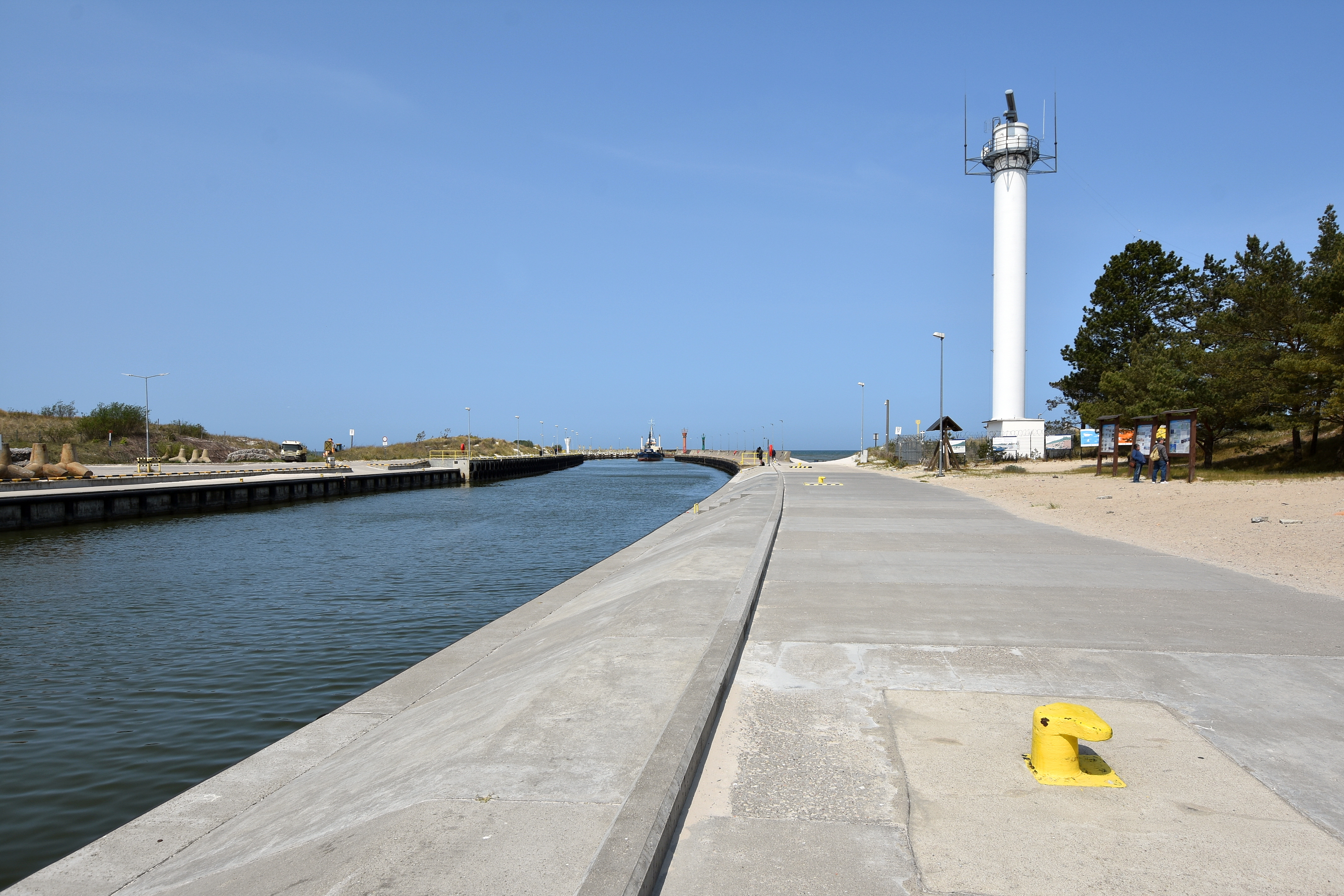
Port w Łebie

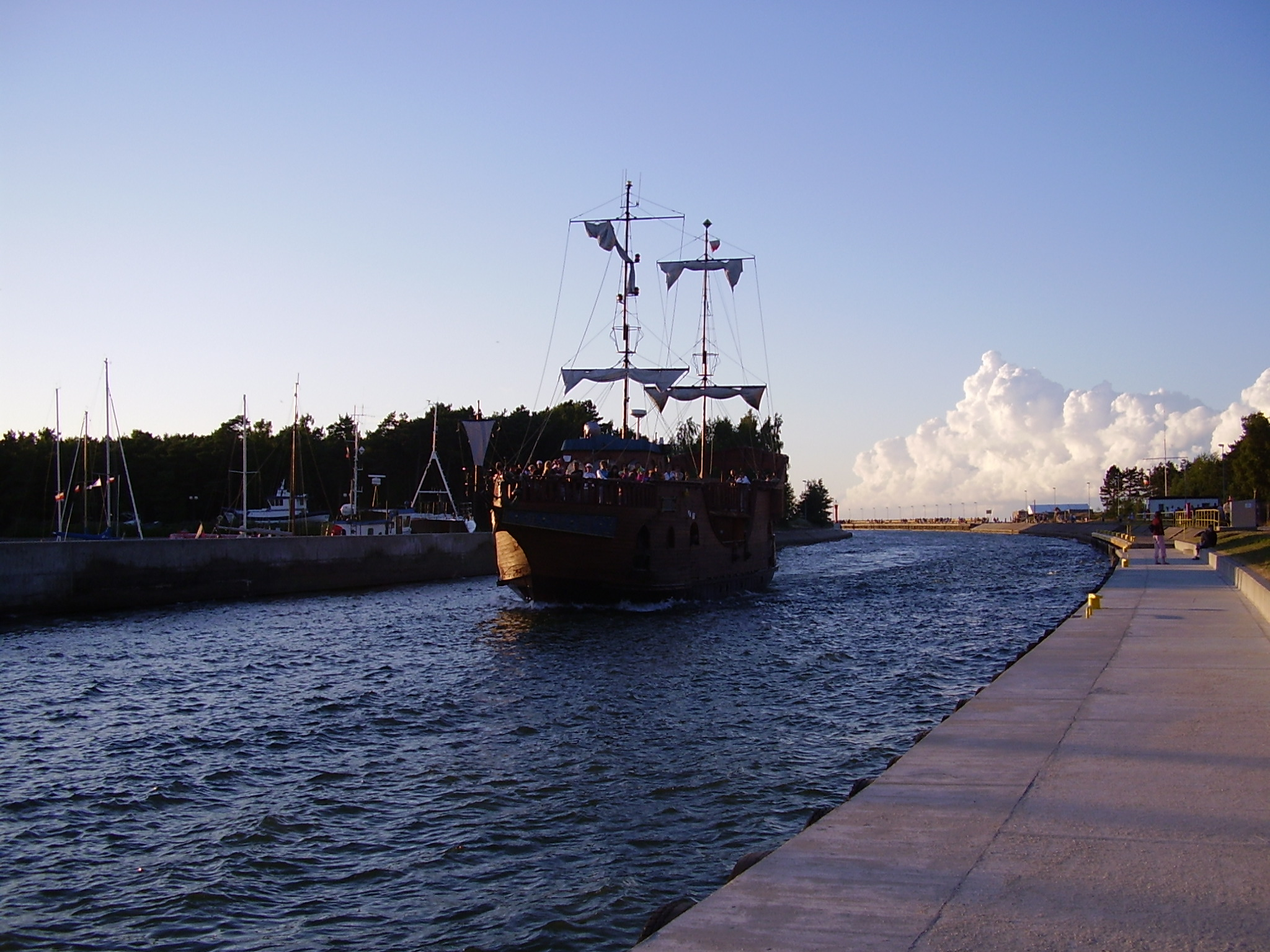
Statek wycieczkowy „Arno I” wpływa do portu

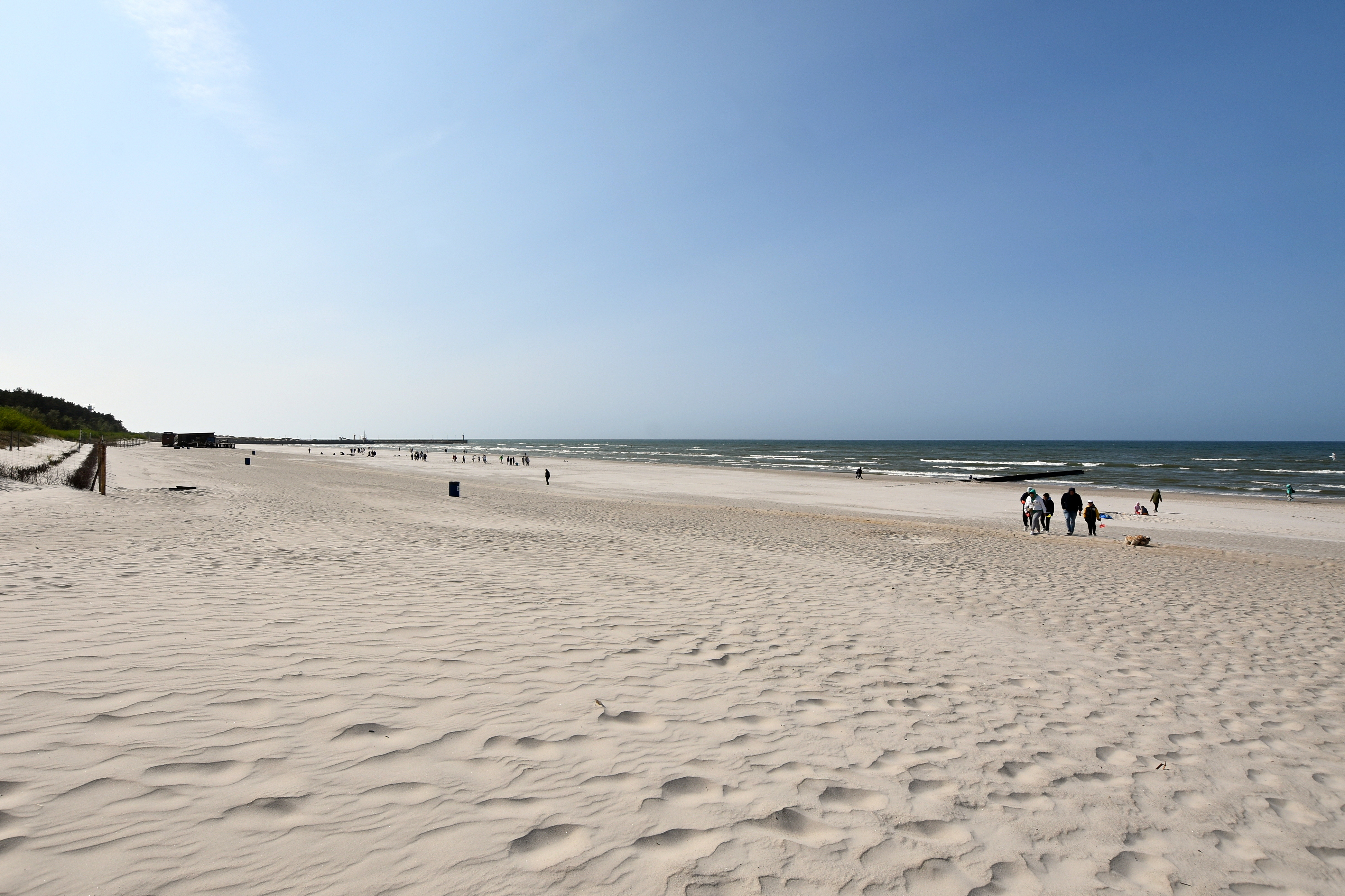
Plaża w Łebie

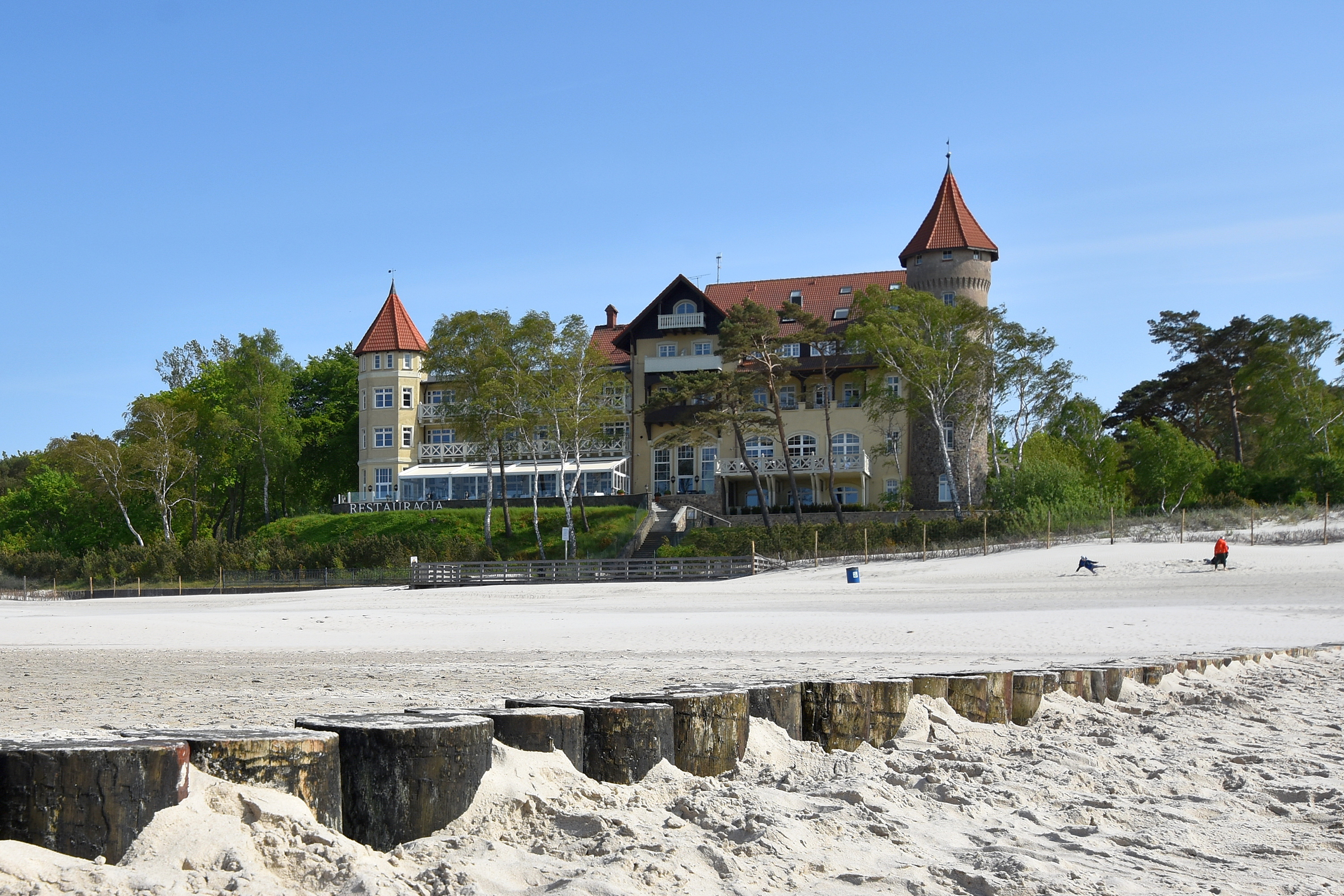
Hotel Neptun przy plaży

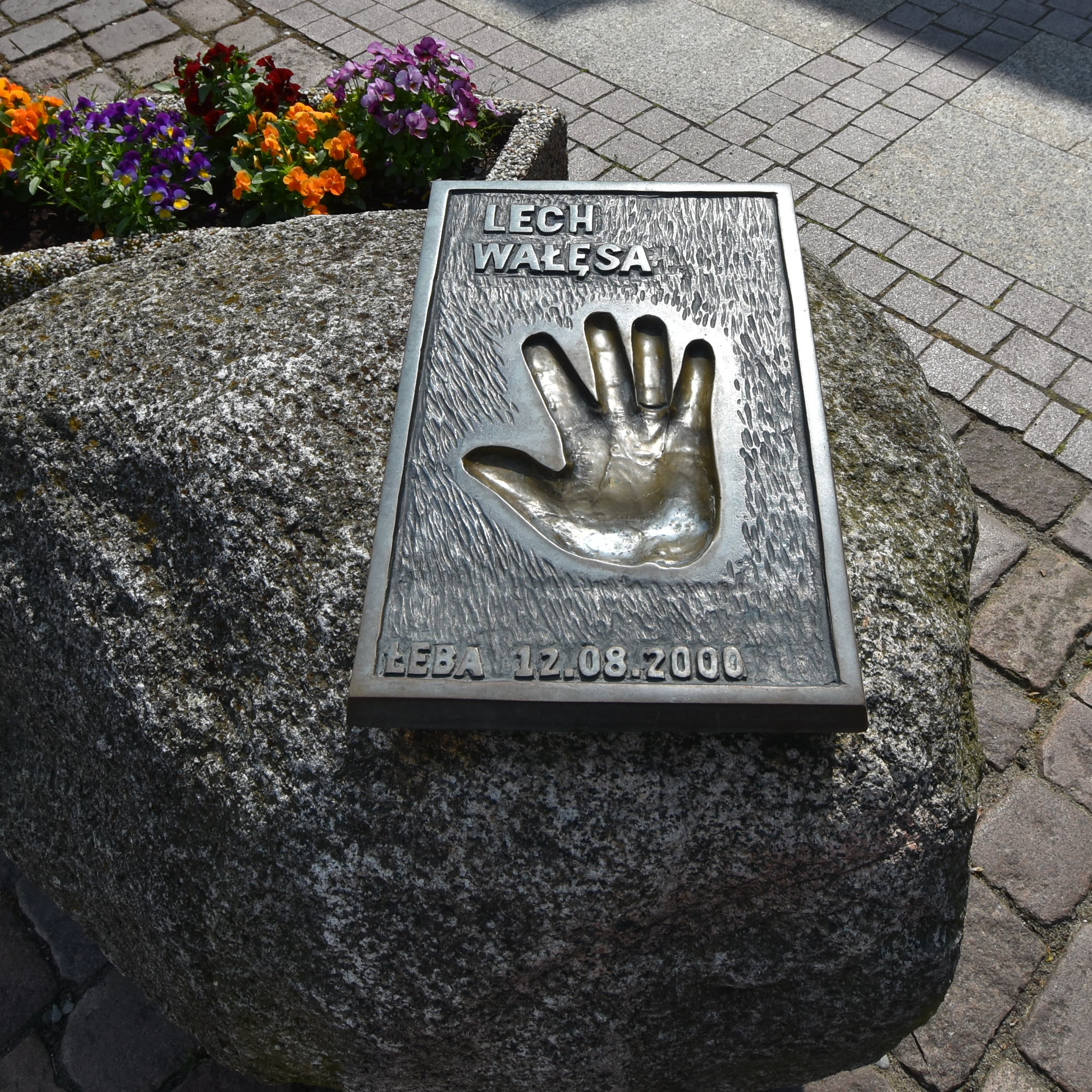
Aleja Prezydentów Polskich, Lech Wałęsa

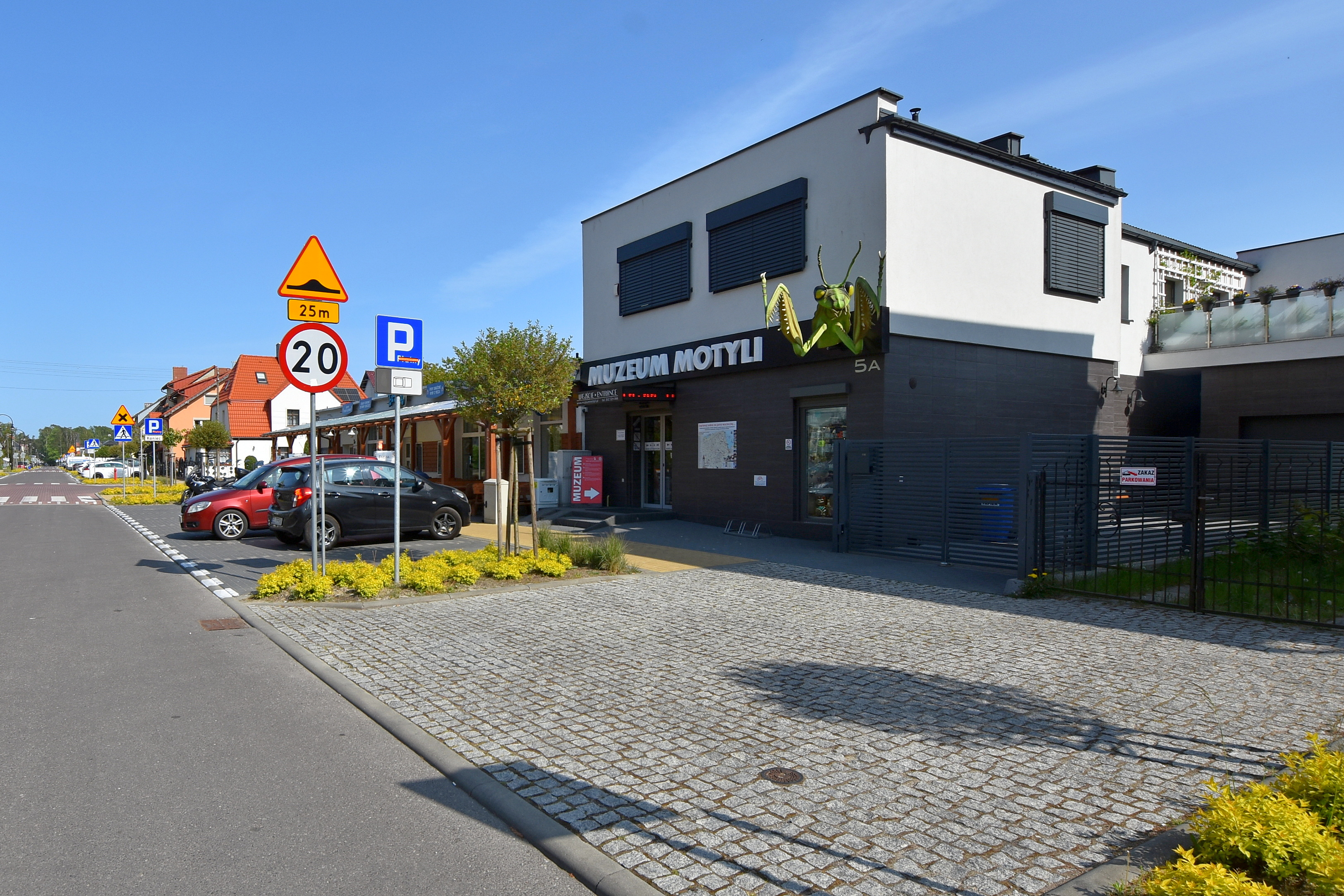
Muzeum Motyli

Pierwsze zasiedlenia na brzegu morskim miały miejsce jeszcze w neolicie, są one lokalizowane na pagórkach, np. koło Potęgowa, nawet na Rowokole archeolodzy znaleźli pojedyncze narzędzia.
Linię brzegu morskiego wskazują do dzisiaj znajdujące się tam grodziska, m.in.: Gałęzinowo, Żoruchowo, Równo, Siodłonie, Damno. Siodłonie i Damno były prawdopodobnie oddalone od brzegu morskiego i posadowione nad brzegiem rzeki; prakoryto tej rzeki jest do dzisiaj czytelne. Grodziska te to wcześniej grody obronne epoki brązu przypisywane kulturze łużyckiej. Ludność tej kultury budowała takie grody od ok. 1000 do 400 r. p.n.e. Naukowcy dokonali rekonstrukcji grodu kultury łużyckiej w Biskupinie.
W okresie, kiedy te grody obronne prowadziły swoje normalne życie, z zatoki tworzyły się jeziora lagunowe. Przyrastało z czasem trwałego lądu, w okolicy dominowały jednak cały czas jeszcze bagna.
Przeszli tędy Goci. Niedaleko od dzisiejszej Łeby, w Dębinie znajduje się kamienny krąg ich cmentarzyska (pozostały tylko 3 głazy tego kręgu). Ponadto cmentarzyska Gotów znajdują się (w najbliższej okolicy) w Grzybnicy, inne w Węsiorach i Odrach. Pobyt Gotów w tym regionie to poł. I – pocz. III wieku n.e.
Goci odeszli, posuwając się na południowy wschód. Archeolodzy twierdzą, że pozostawili po sobie niemal wyludniony obszar – brakuje warstw kulturowych z tego okresu. Kronika Jordanesa nie przedstawia tego jako pewnik, ale tubylcza ludność prawdopodobnie odeszła z Gotami w zgodzie.
Na pewien czas miało miejsce „spotkanie” Gotów i Słowian w okolicach południowo-wschodniej Polski. W V w. zajęli już Słowianie cały nadmorski pas wybrzeża. Oto co mówi prof. Aleksander Brückner o języku kaszubskim w Dziejach języka polskiego (s. 18–19):

Język kaszubski jest gwarą staropolską, biorącą udział nawet w późnym rozwoju językowym polskim, i od polszczyzny odrywać go nie można; stanowi pomost od nadnoteckiej polszczyzny ku coraz dalszym, a wskutek tego i odrębniejszym gwarom, od których niegdyś Pomorze, Marchie, Meklemburg aż za samą Łabę do Starej Marchii i Lüneburgu rozbrzmiewały, gdy te ziemie jeszcze słowiańskimi były; wymarli tam Słowianie ostatecznie dopiero w w. XVI i XVII (...)

Łeba jako osada powstała zapewne później niż Gardna Wielka. Jeziora Sarbsko i Łebsko rozdzieliły się, toteż powstał ląd zdatny do osiedleń. Osiedle powstało na mierzei. Tę osadę zbudowali z pewnością Pomorzanie mówiący językiem kaszubskim. Mogło to nawet mieć miejsce jeszcze w VIII wieku. Zalew był bez wątpienia godny uwagi ze względu na łatwe połowy ryb.
Od wieku XIII do ziemi słupskiej napływali kolonizatorzy niemieccy, a pierwsza pisemna wzmianka o Łebie pochodzi z 1282 roku. Zdarzało się bardzo często, że zabudowania niemieckie stały obok kaszubskich. Niemcy jednak nie umieli się w pełni przyzwyczaić do warunków życia w Łebie, a dopiero jej strategiczne położenie przy ujściu rzeki zainteresowało Zakon Krzyżacki.

Oto co pisze na ten temat ks. Stanisław Kujot; Kto założył... Część 2., Toruń 1904 r.: 

(...) Na jedno jeszcze zwrócić trzeba uwagę. Trzymaliśmy się dotąd zasady, że parafie założone w archidyakonacie pomorskim przez Krzyżaków bez wyjątku były bardzo szczupłe, obejmujące samą tylko miejscowość kościelną i bezpośredni jej majątek, jeżeli go z daru Krzyżaków posiadała. Na zakładanie obszerniejszych parafii nie było, jak się przekonaliśmy, za rządów krzyżackich sposobności, bo już wszystkie były urządzone. Przykłady takich parafii, które na pierwszy rzut oka za krzyżackie uznać wypadało, widzieliśmy w Swarzewie i Chyloni pod Puckiem, w Głównem i Nowem Mieście Gdańsku, w Łebie, Lęborku, Hamersztynie i innych (...)

11 stycznia 1558 Łeba (dzisiaj nazywana Starą Łebą) została zniszczona całkowicie przez szalejący na Bałtyku sztorm. Zostały zniszczone port, zabudowania, w tym kościół, a cofające się morze wyżłobiło nowe koryto Łeby, którego ujście zostało przesunięte półtora kilometra na wschód. Kolejny duży sztorm w 1570 roku utwierdził mieszkańców w przekonaniu o celowości przeprowadzki w nowe miejsce po drugiej stronie Łeby. W połowie XVI wieku powstało nowe miasto o charakterze ulicówki. W 1657 na mocy traktatu welawsko-bydgoskiego tereny te stały się lennem brandenburskim, a następnie zajęły je Prusy. W połowie XIX w. do Łeby przyjechali pierwsi letnicy. Pod koniec XIX wieku rzeka została uregulowana, a także wybudowano port rybacki. W grudniu 1912 r. w okolicach Łeby i Smołdzina miało miejsce trzęsienie ziemi. Zniszczenia podczas II wojny światowej były niewielkie, w następnych latach powstały ośrodek zdrowia, bary, restauracje i dom kultury.
W latach 1974–2005 Łeba była uznana przez rząd za miejscowość posiadającą warunki do prowadzenia lecznictwa uzdrowiskowego, dzięki czemu mogły być prowadzone tu zakłady lecznictwa. Na podstawie warunków naturalnych ustalono dla Łeby pierwszoplanowe kierunki lecznicze: choroby układu oddechowego i choroby układu wydzielania wewnętrznego i przemiany materii (choroby tarczycy). Kierunkami drugoplanowymi były choroby narządów ruchu i reumatyczne oraz kierunek klimatyczno-usprawniający.
W części miejscowości działało Państwowe Gospodarstwo Rybackie Łeba.

## Położenie
Według danych z 1 stycznia 2010 r. powierzchnia miasta wynosiła 14,81 km². Miasto stanowi 2,09% powierzchni powiatu.
W latach 1975–1998 miasto administracyjnie należało do województwa słupskiego.
Powierzchnia Gminy Miejskiej Łeba wynosi 1480,96 ha, w tym:
| Rodzaj            | [ha]   | %  |
| ----------------- | ------ | -- |
| grunty rolne      | 262,87 | 18 |
| grunty leśne      | 681,54 | 46 |
| grunty budowlane  | 249,42 | 17 |
| grunty pod wodami | 14,24  | 1  |
| nieużytki         | 208,48 | 14 |
| tereny różne      | 64,41  | 4  |

## Demografia

### Liczba mieszkańców
Według danych z 31 marca 2011 r. miasto miało 3903 mieszkańców.
| Rok  | Stan na dzień | Liczba | W tym kobiet | W tym mężczyzn |
| ---- | ------------- | ------ | ------------ | -------------- |
| 1993 | 31.12         | 4044   | 2111         | 1933           |
| 1994 | 31.12         | 4105   | 2130         | 1975           |
| 1995 | 31.12         | 4157   | 2165         | 1992           |
| 1996 | 31.12         | 4190   | 2183         | 2007           |
| 1997 | 31.12         | 4230   | 2200         | 2030           |
| 1998 | 31.12         | 4213   | 2198         | 2015           |
| 1999 | 31.12         | 4145   | 2200         | 1945           |
| 2000 | 31.12         | 4136   | 2205         | 1933           |
| 2001 | 31.12         | 4086   | 2210         | 1876           |
| 2002 | 31.12         | 4111   | 2215         | 1906           |
| 2003 | 31.12         | 4092   | 2201         | 1891           |
| 2004 | 31.12         | 4032   | 2199         | 1833           |
| 2005 | 31.12         | 3933   | 2112         | 1821           |
| 2006 | 31.12         | 3937   | 2190         | 1747           |
| 2007 | 31.12         | 3933   | 2014         | 1919           |
| 2008 | 31.12         | 3926   | 2057         | 1869           |

### Wiek produkcyjny
Dane ilościowe na 31.12.2005:
- w wieku przedprodukcyjnym (0–17 lat) – 798
- w wieku produkcyjnym (18–64 lat) – 2473
- w wieku poprodukcyjnym (od 65 lat) – 395

### Struktura wieku i płci
Piramida wieku mieszkańców Łeby w 2014 roku.

## Warunki naturalne

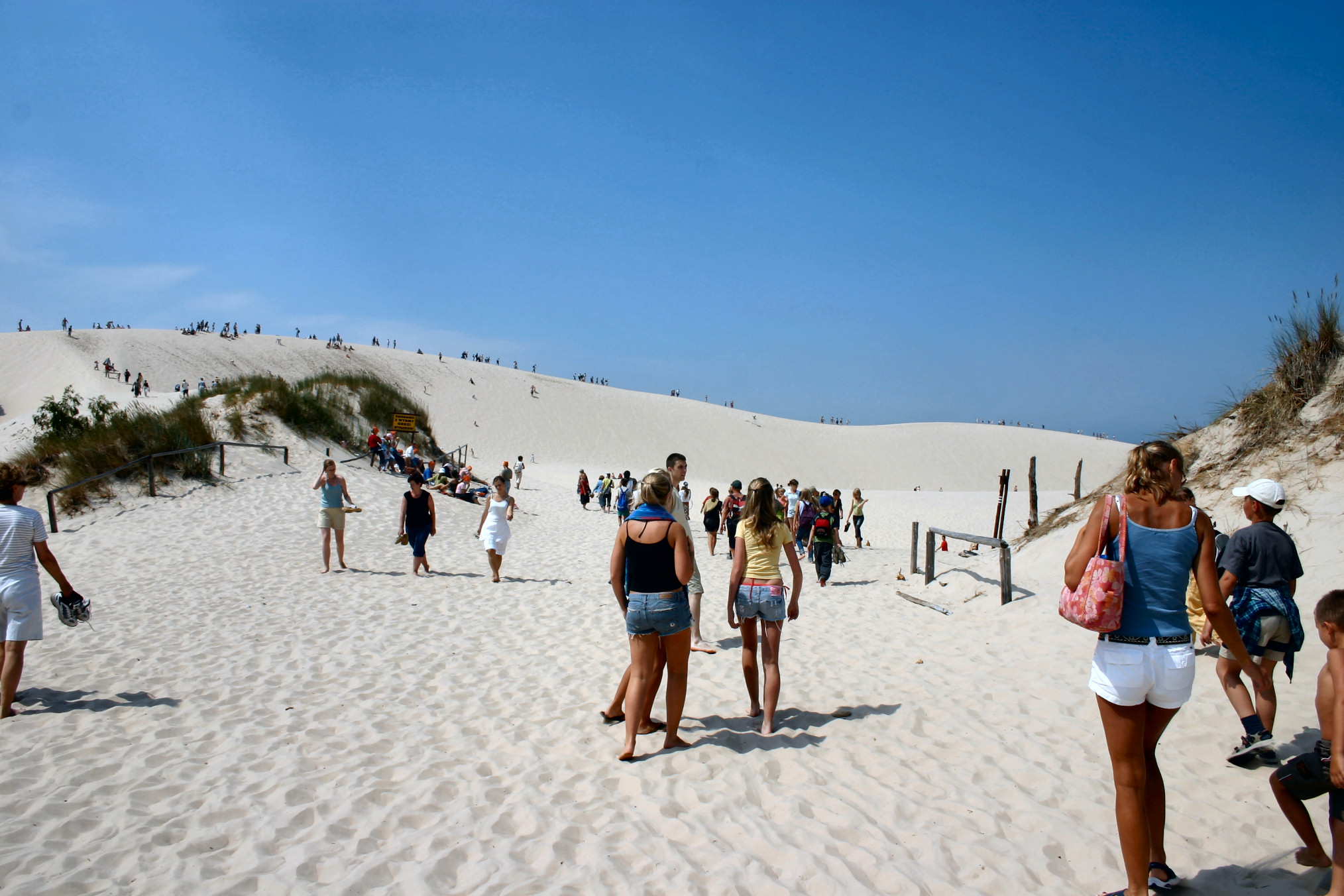
Wydmy ruchome w pobliżu Łeby

- Na zachód od miasta rozciąga się Słowiński Park Narodowy z ruchomymi wydmami i jeziorami Łebsko i Gardno.
- Na wschodzie leżą jezioro Sarbsko i Rezerwat przyrody Mierzeja Sarbska, który został założony w 1976 roku i ma status rezerwatu częściowego. Rezerwat ten rozciąga się na mierzei oddzielającej Bałtyk od jeziora Sarbsko. Swoją ochroną obejmuje tereny o powierzchni 546,63 ha. Wysokości zalesionych wydm dochodzą do 24 m n.p.m.
- Na terenie Łeby zostały ustanowione następujące obszary Natura 2000:
  - obszary specjalnej ochrony ptaków:
    - PLB990002 Przybrzeżne Wody Bałtyku,
    - PLB220003 Ostoja Słowińska,

  - specjalne obszary ochrony siedlisk:
    - PLH220018 Mierzeja Sarbska,
    - PLH220023 Ostoja Słowińska.

## Transport

### Drogowy
Do miasta prowadzą tylko dwie drogi: droga wojewódzka nr 214 oraz droga powiatowa nr 1302G, prowadząca z Nowęcina. Miasto ma zachodnią obwodnicę (ulica Świętego Mikołaja). Miasto ma trzy mosty oraz trzy kładki dla pieszych nad rzeką Łebą. Łeba posiada na swoim terenie 63 drogi gminne, oznaczane numerem G.
Do miasta kursują liczne busy z Lęborka, a w sezonie wakacyjnym autobusy dalekobieżne. Od poniedziałku do soboty kursują autobusy PKS Słupsk linii nr 400, łączącej Łebę ze Słupskiem.

### Kolejowy

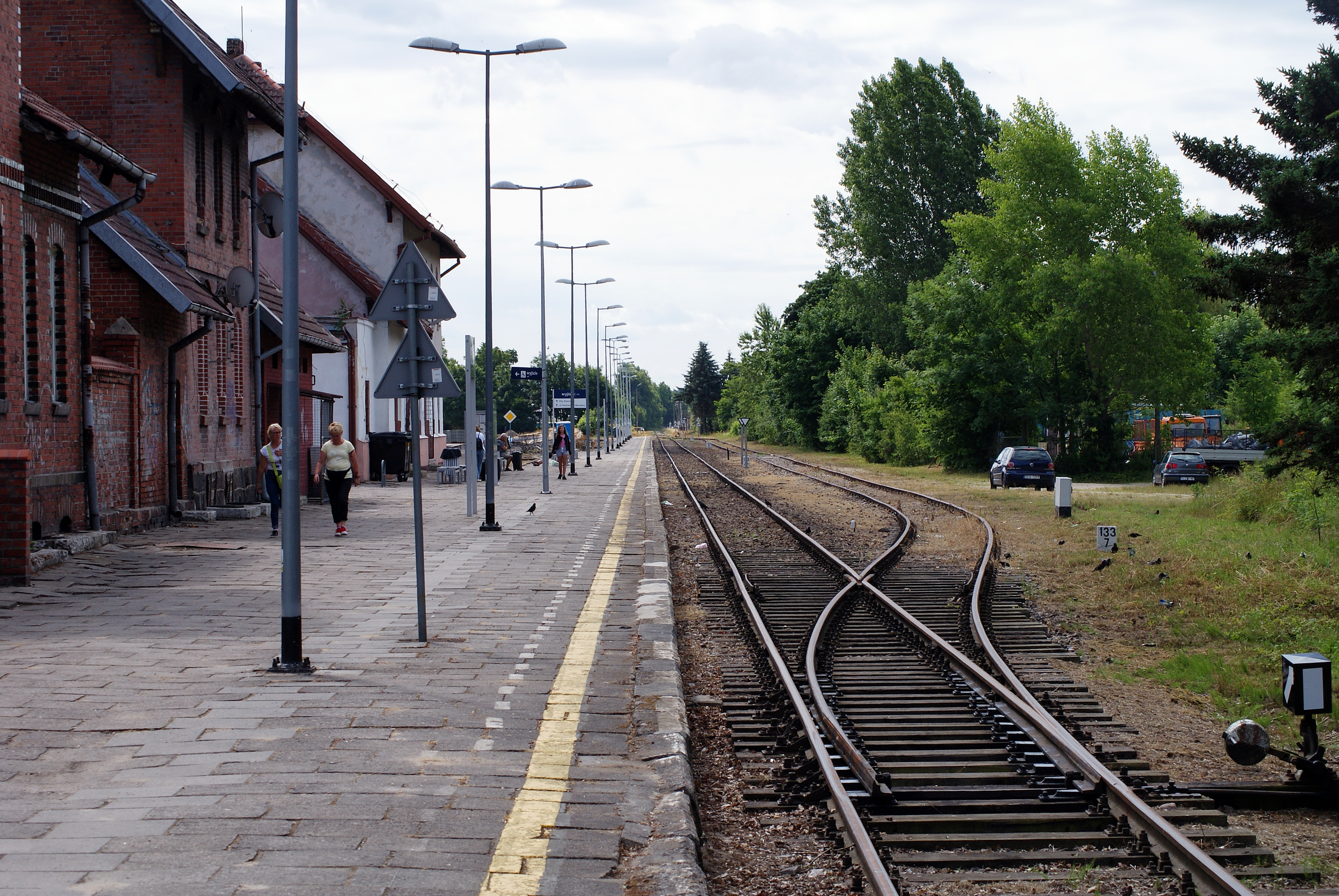
Stacja kolejowa w Łebie

W mieście kończy się linia kolejowa nr 229. Na terenie miasta znajduje się stacja kolejowa Łeba. Ruch na linii odbywa się tylko w czasie wakacji. Obsługuje ją dwóch przewoźników. Polregio codziennie obsługuje 6 par pociągów, w tym jedną w relacji wydłużonej do stacji Gdynia Główna. Do miasta docierają również pociągi TLK przewoźnika PKP Intercity. Można nimi dotrzeć do Lęborka, Gdyni, Warszawy, Krakowa oraz do czeskiego Bogumina przez Toruń i Częstochowę.
Najbliższa stacja kolejowa czynna cały rok znajduje się w pobliskim Lęborku. Ze stacji odjeżdżają pociągi regionalne IC, TLK, EIP i Skm, a w sezonie również Intercity.

## Atrakcje i zabytki

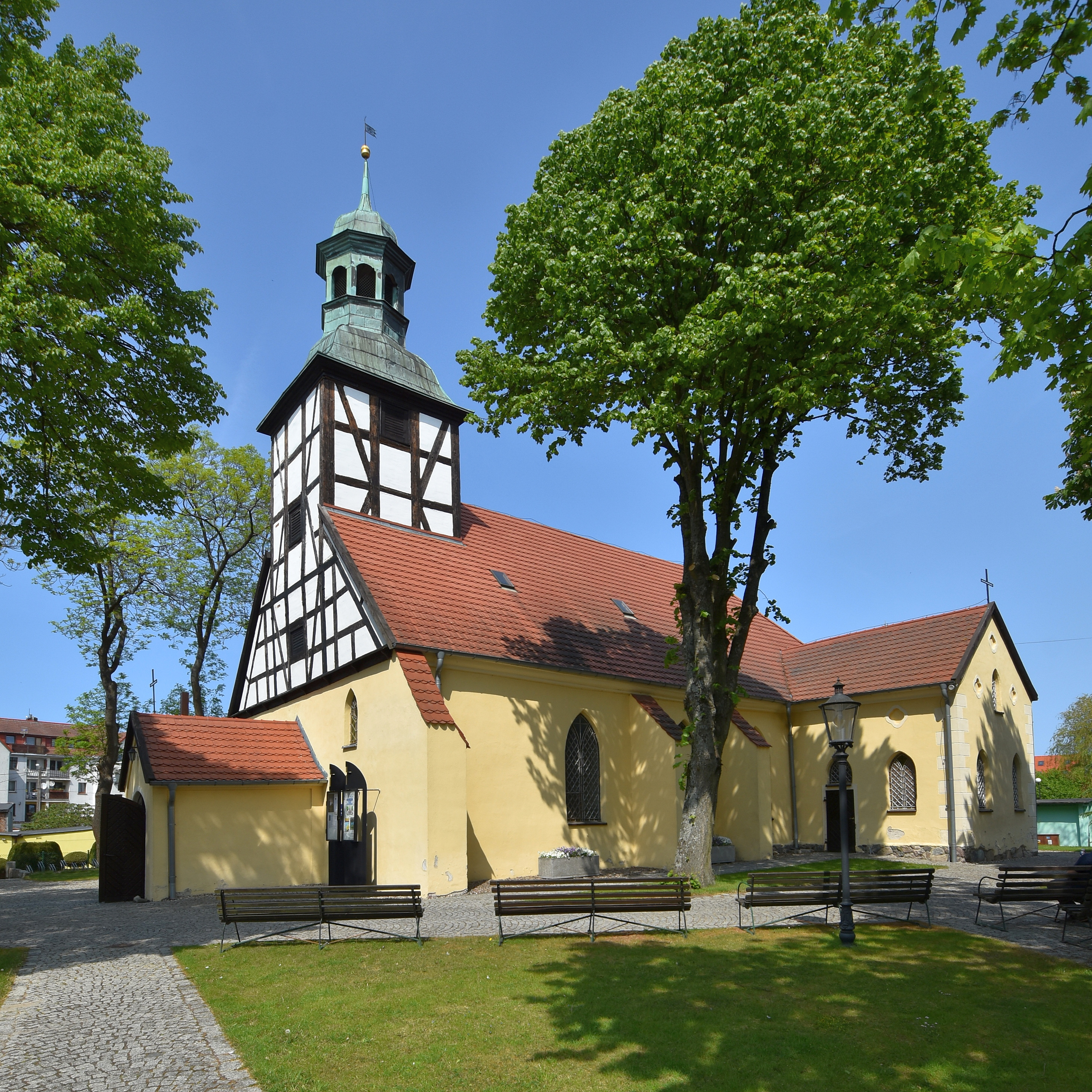
Kościół Wniebowzięcia Najświętszej Maryi Panny

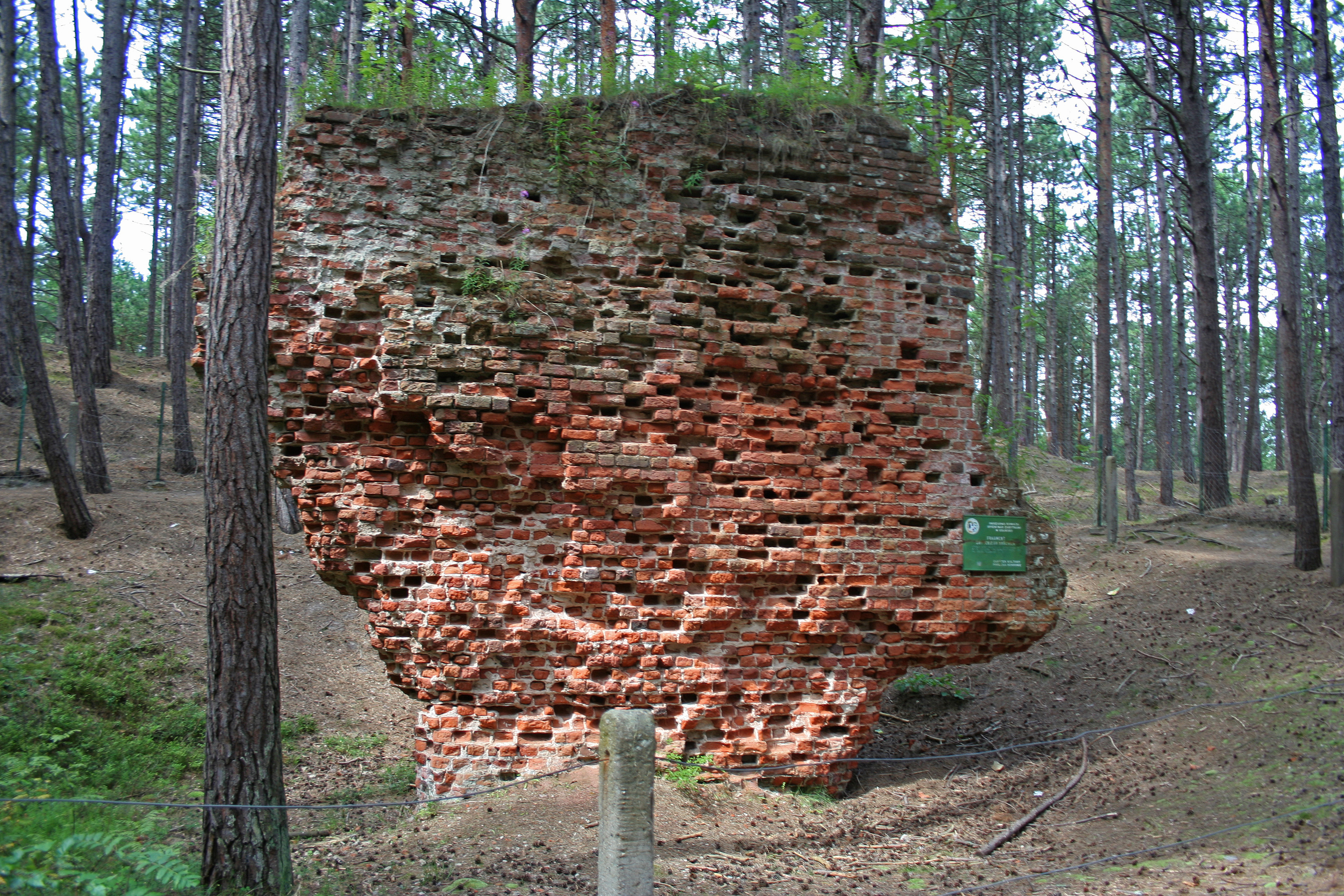
Pozostałości kościoła św. Mikołaja

Jedynym obiektem wpisanym do rejestru zabytków jest kościół Wniebowzięcia Najświętszej Maryi Panny – barokowy, z 1683 roku z wieżą szachulcową z XVIII w. Do budowy świątyni użyto częściowo materiałów z kościoła św. Mikołaja zniszczonego przez sztormy w 1558 r.
- Wydmy ruchome
- Pozostałości murów gotyckiego kościoła św. Mikołaja z XIV w. (w Starej Łebie) (na zachodnim brzegu rzeki Łeby).
- Stare domki rybackie nad kanałem portowym i przy głównej ulicy miasta.
- W Rąbce – dzielnicy Łeby – na Mierzei Łebskiej w okresie II wojny światowej działał doświadczalny poligon niemieckiej broni rakietowej Rheintochter.
- Kanał portowy[21]
- Narodowe Muzeum Morskie – oddział o nazwie Muzeum Archeologii Podwodnej i Rybołówstwa Bałtyckiego. W 2016 rozpisano konkurs na projekt architektoniczny[22], a jego realizacja ma się skończyć przed 2023 rokiem[23]. Obiekt jest w trakcie budowy[24].
- Dom zdrojowy (obecnie Hotel Neptun) z 1903, posiada formę secesyjnego zameczku, bryłę rozczłonkowaną loggiami, wykuszami oraz cylindryczną basztę zwieńczoną stożkowym hełmem.

Aktualny katalog atrakcji prowadzony jest przez Urząd Miasta Łeby na stronie miejskiej.

## Turystyka
Letnie kąpieliska w Łebie:

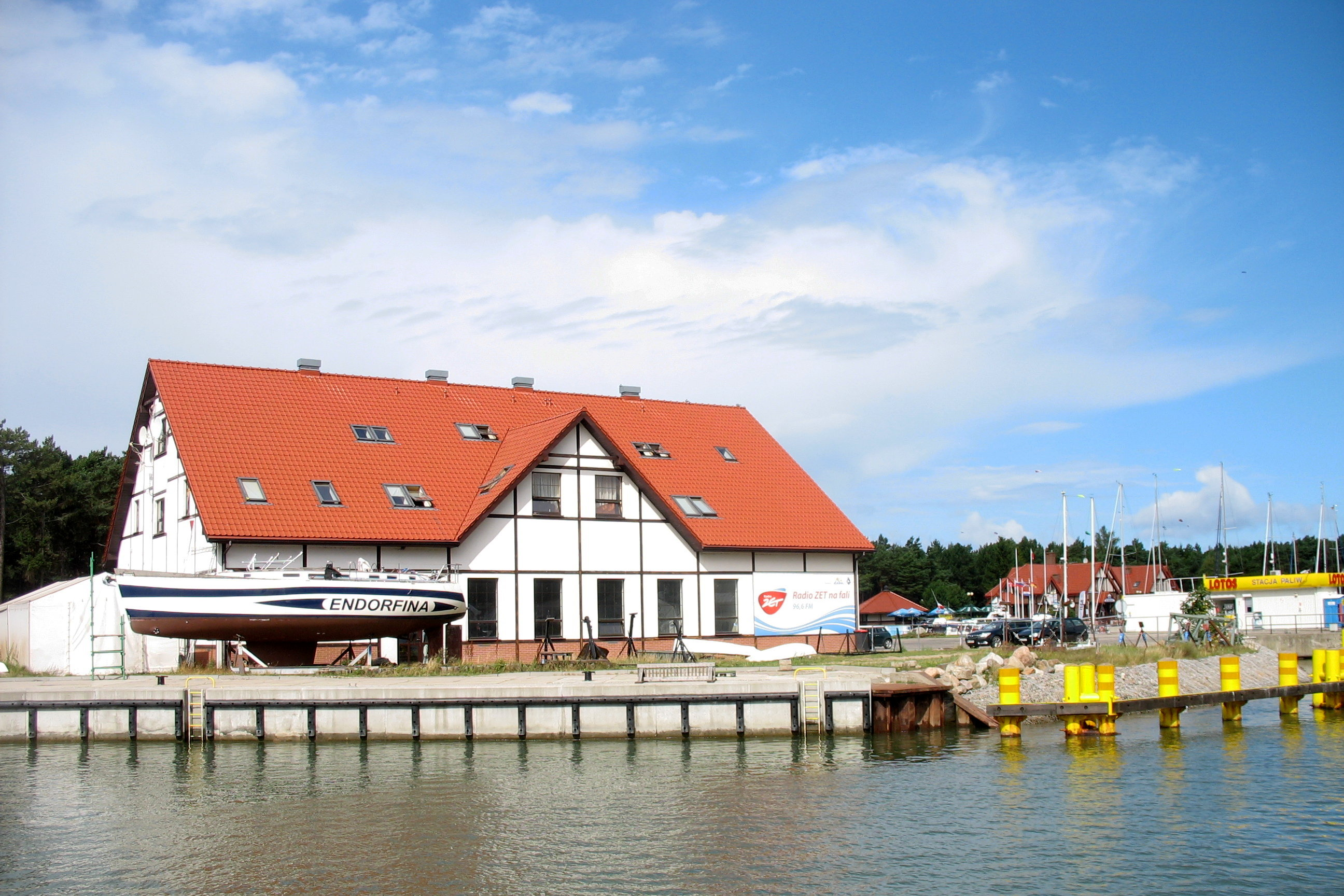
Centrum Obsługi Morskiego Ruchu Turystycznego

- Kąpielisko centralne przy plaży „A” – 600 mb linii brzegowej od wysokości Hotelu „Neptun” w kierunku falochronu wschodniego
- Kąpielisko przy plaży „B” – 200 mb linii brzegowej od wejścia na plażę w rejonie ul. Turystycznej w kierunku zachodnim
- Kąpielisko przy plaży „C” – 300 mb linii brzegowej od wejścia na plażę przy Hotelu „Łeba” w kierunku wschodnim.

W sezonie letnim Łeba połączona jest z Klukami statkami żeglugi pasażerskiej.

## Wspólnoty wyznaniowe
- Kościół rzymskokatolicki:

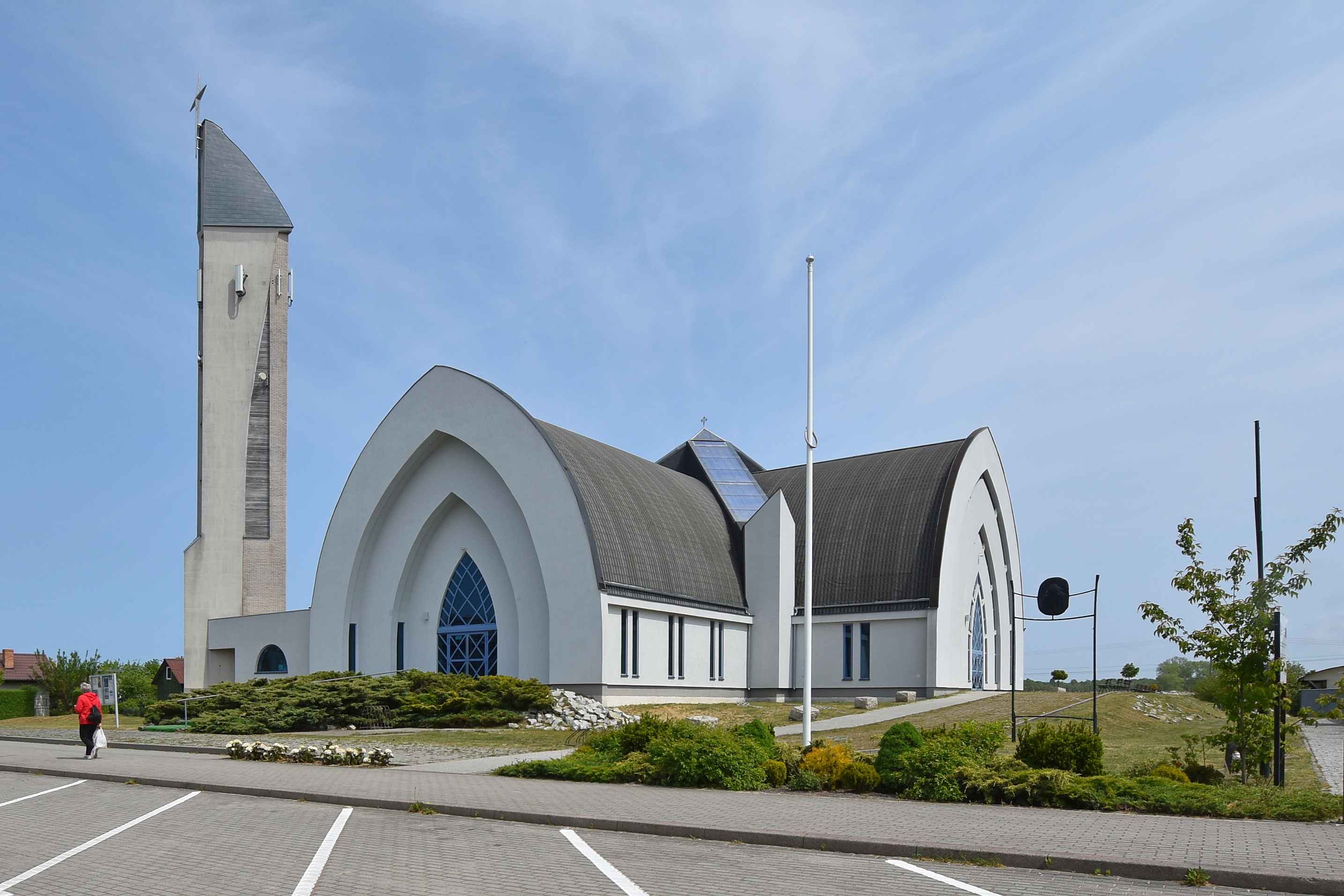
Kościół parafialny św. Jakuba Apostoła

  - parafia Wniebowzięcia Najświętszej Maryi Panny
  - parafia św. Jakuba Apostoła

## Współpraca
Miejscowości partnerskie:
- Borgholm, Szwecja
- Hohnstorf (Elbe), Niemcy
- Jodoigne, Belgia
- Nerynga, Litwa
- Parma, Włochy
- Zielenogradsk, Rosja (zawieszony z powodu zbrojnej agresji na Ukrainę)

## Sąsiednie gminy
Choczewo, Smołdzino, Wicko